# Xysticus turkmenicus
Xysticus turkmenicus is een spinnensoort uit de familie van de krabspinnen (Thomisidae).
De wetenschappelijke naam van de soort werd in 1995 gepubliceerd door Joeri Michailovitsj Maroesik & Dmitri Viktorovich Logunov.